# ソリトン (テレビ番組)
ソリトンは、NHK総合テレビで土曜日深夜に1996年4月7日から1997年3月30日まで放送された若者向けテレビ番組である。

## 概要
これまでNHK教育テレビで土曜深夜に『土曜ソリトン SIDE-B』、日曜深夜に『日曜ソリトン 夢ときどき晴れ!』の2番組に分割されていた「ソリトン」シリーズを統合する形で1996年にスタートした。同時に放送チャンネルもNHK総合テレビに移り、土曜24時台の放送となった。この改編により、かつてのNHK若者向け番組『YOU』、『土曜倶楽部』の頃と同様の「若者同士の討論」、「若者向け情報」が一緒になったスタイルに戻った。
司会はサエキけんぞうと浜家優子。テーマ曲は東京スカパラダイスオーケストラの『Rock Monster Strikes Back』をケン・イシイがリミックスしたものが使用された。
若者に人気の著名人へのインタビュー、視聴者からのデモテープや映像作品の品評など多岐にわたった。
後番組の『トップランナー』は、著名人へのインタビューに特化した番組となった。若者同士の討論企画は、しばしのブランクを経て『真剣10代しゃべり場』に継承された。

## 司会
- サエキけんぞう
- 浜家優子

## 関連番組
- 青春ドギィ&マギィ